# Hans Wilhelm Hagen
Otto Emil Hans Wilhelm Hagen, né le 9 mai 1907 à Sainte-Marie-aux-Mines (Markirch, alors sous administration allemande) et décédé le 2 avril 1969 à Munich, fut un journaliste allemand, historien de l'art et fonctionnaire de la culture au Parti national-socialiste des travailleurs allemands, plus connu sous le nom de Parti nazi.

## Son cursus universitaire
Ses parents sont originaires du Brandebourg (Prusse) et avaient émigré en Alsace après 1871. En 1919, sa famille déménage à Freising (Bavière) où il fréquente le lycée humaniste, puis le gymnase de Zurich. Il suit ensuite des études de littérature et de philosophie allemande et étudie la musique et l'art à Zurich, Berlin et Greifswald. À Zurich, il fait partie du Burschenschaft Teutonia. En 1931, il publie une thèse de doctorat sous la responsabilité du Dr Phil de l'Université de Greifswald. En 1932-1935, on le retrouve à l'Université de Greifswald aux côtés du professeur Wolfgang Stammler.

## Sa carrière politique jusqu'à 1945
En juin 1933 il rejoint le NSDStB en se mettant à son service où il devient le spécialiste de l'action psychologique. À partir de 1934, il est bénévole dans une officine dépendant des services d'Alfred Rosenberg chargé de la lecture des publications. Il travaille comme écrivain et écrit des articles pour les hebdomadaires Das Reich et Völkischer Beobachter.. Dans le parti nazi qu'il rejoint en 1937 il porte la carte de membre no 4158225.

## Son rebond après 1945
Après la guerre, il sera jugé, mais ne sera pas condamné. Il travaillera dans les journaux allemands Deutsche Wochenzeitung et Deutsche Nachrichten. En 1958 il sortira un ouvrage autobiographique dont le scénario se déroule le 20 juillet 1944 sous le titre Zwischen Eid und Befehl. En 1960, il reçoit le prix d'honneur de la poésie allemande.

## Œuvres
- (de) Rilkes Umarbeitungen - Ein Beitrag zur Psychologie seines dichterischen Schaffens - Form und Geist - Arbeiten zur germanischen Philologie. Band 24, Leipzig 1931
- (de) Deutsche Dichtung in der Entscheidung der Gegenwart, Berlin 1938
- (de) Der Schicksalsweg der deutschen Dichtung, 1938
- (de) Durchbruch zur neuen Mitte. Drei Studien zur Überwindung der Kultur-Krise, München 1957
- (de) Zwischen Eid und Befehl. Tatzeugenbericht von den Ereignissen am 20. Juli 1944, München 1958.
- (de) Unvergeßliche Bilder. Deutsche Maler aus sechs Jahrhunderten, 1959
- (de) Musikalisches Opfer. Ein Altar in Worten mit vier Seitentafeln um den Mittelschrein, 1960
- (de) Ein Blick hinter die Dinge. Die tiefere Oktave. Zwölf Begegnungen, 1962
- (de) Ein  Beispiel der Befreiung, München 1967